# کلند
کلند یا کلاناد (ژاپنی: クラナド هپبورن: Kuranado, انگلیسی: Clannad) یک رمان تصویری ژاپنی است که توسط کی توسعه یافته و در ۲۸ آوریل ۲۰۰۴ برای ویندوز منتشر شده‌است. کلند پس از کانون و ایر سومین رمان تصویری کی است. این رمان بعدها به کنسول‌های پلی‌استیشن ۲، پلی‌استیشن همراه، ایکس‌باکس ۳۶۰، پلی‌استیشن ۳، پلی‌استیشن ویتا، پلی‌استیشن ۴ و نینتندو سوئیچ پورت شد. نسخهٔ انگلیسی این رمان توسط سِکای پراجکت برای ویندوز در سال ۲۰۱۵ بر روی استیم منتشر شد.
این رمان، داستان زندگی تومویا اوکازاکی از نوجوانی تا بزرگسالی را روایت می‌کند. او به عنوان یک دانش آموز دبیرستان، در آخرین سال تحصیلی خود با افراد زیادی ملاقات می‌کند؛ از جمله پنج دختر که به حل مشکلات فردی آنها کمک می‌کند، و زندگی او پس از فارغ‌التحصیلی از دبیرستان به تفصیل شرح داده می‌شود. گیم پلی کلند طوری است که بر اساس دوره‌های مختلف تعامل شخصیت بازیکن به سناریوهای مختلف منشعب می‌شود. این بازی در زمان انتشار به عنوان پرفروش‌ترین بازی رایانه‌ای شخصی فروخته‌شده در ژاپن رتبه‌بندی شد و پس از آن چندین بار به عنوان ۵۰ بازی ویدئویی برتر در ژاپن رتبه‌بندی شد. کی در نوامبر ۲۰۰۵، یک رمان اسپین آف با نام تومویو افتر: این زندگی شگفت‌انگیزی است را تولید کرد. این رمان تصویری، نسخهٔ گسترش یافتهٔ سناریوی تومویو ساکاگامی، یکی از شخصیت‌های اصلی کلند، می‌باشد.
کلند در چندین فرم رسانه دیگر نیز منتشر شده از جمله چهار اقتباس مانگا، گلچین‌های کمیک، لایت ناول و کتاب‌های هنری، درام رادیویی و چندین آلبوم موسیقی. یک فیلم انیمه اقتباسی ساخته توئی انیمیشن در سپتامبر ۲۰۰۷ منتشر شد و به دنبال آن دو مجموعه تلویزیونی انیمه به تولیدی کیوتو انیمیشن بین سال‌های ۲۰۰۷ و ۲۰۰۹ منتشر شدند. هر دو فصل انیمه و اووی‌ای‌های آن تحت لایسنس سنتایی هستند که در سال ۲۰۰۹ در شمال آمریکا منتشر شدند. اقتباس‌های انیمه فروش بالایی در ژاپن داشت و در خارج از ژاپن اثر مورد تحسین منتقدان قرار گرفت.

## گیم پلی

متن در رمان کلند در یک کادر دیالوگ نشان داده می‌شود. در اینجا بازیکن در حال صحبت با ناگیسا است. ترجمهٔ متن: ناگیسا: «صبرکن، لطفاً.»

کلند یک رمان تصویری درام و عاشقانه است که در آن بازیکن نقش تومویا اوکازاکی را بر عهده می‌گیرد. بیشتر گیم پلی آن صرف خواندن روایت و دیالوگ داستان می‌شود. کلند از یک طرح داستانی منشعب با چند پایان پیروی می‌کند. بسته به تصمیماتی که بازیکن در طول بازی می‌گیرد، داستان در جهت خاصی پیش می‌رود.
شش خط داستانی اصلی وجود دارد که بازیکن شانس تجربه آنها را خواهد داشت که پنج تا از آنها در ابتدای بازی در دسترس هستند. در طول گیم پلی، برخی اوقات به بازیکن چند گزینه برای انتخاب داده می‌شود و بازی در این نقاط مکث می‌شود تا انتخابی انجام شود. برای مشاهدهٔ تمام خطوط داستانی به‌طور کامل، بازیکن باید بازی را چندین بار تکرار کند و انتخاب‌های مختلفی برای تغییر داستان انجام دهد.
در هنگام اولین بازی، سناریوهای هر پنج قهرمان اصلی داستان و سناریوهای کوچکتر اضافی در آرک داستانی "زندگی مدرسه‌ای" (School Life) در دسترس هستند. وقتی بازیکن سناریوی یک شخصیت را کامل می‌کند، یک گوی نور دریافت می‌کند. زمانی که هشت عدد از این گویهای نورانی به دست آمد، آرک داستانی دوم بازی با نام "افتر استوری" (After Story) در دسترس قرار می‌گیرد. یکی از گویها در طول آرک زندگی مدرسه ناپدید می‌شود؛ اما دوباره در آرک افتر استوری ظاهر می‌شود. برای مشاهدهٔ پایان واقعی کلند، باید همهٔ ۱۳ گوی را بدست آورد.

## داستان

### اطلاعات و تفسیر کلی داستان
نیمهٔ اول داستان بیشتر در دبیرستان خصوصی هیکاریزاکا، مدرسه ای ساختگی واقع در ژاپن اتفاق می‌افتد. از جمله مکان‌هایی که خارج از مدرسه قرار دارند شامل نانوایی فوروکاوا که توسط والدین ناگیسا اداره می‌شود، و خوابگاهی که یوهی سونوهارا در آن زندگی می‌کند. در طول داستان، نگاه‌هایی اجمالی به دنیایی توهمی نشان داده می‌شود. این دنیا عاری از هرگونه زندگی است به جز یک دختر جوان، اگرچه او بعداً رباتی را می‌سازد (در طول بازی، بازیکن می‌تواند ازطریق ربات با دختر جوان ارتباط برقرار کند). نیمهٔ دوم داستان، پس از پایان نیمهٔ اول، در همان شهر به تصویر کشیده می‌شود. در حالی که نام شهر هرگز به‌طور مستقیم ذکر نشده‌است، می‌توان استنباط کرد که نام شهر بر اساس شرکت‌ها و مؤسسات متعددی که این نام را به اشتراک می‌گذارند، هیکاریزاکا است.
مضامین و موضوعات تکرارشونده ای در طول داستان وجود دارد. همان‌طور که از عنوان سریال پیداست، موضوع اصلی داستان "ارزش خانواده" است. جون مائدا نویسنده سناریوی اصلی به اشتباه فکر می‌کرد که نام گروه ایرلندی کلاناد (clannad) به معنای "خانواده" در ایرلندی است در حالی که "clann" به این معنی است.
از میان شش شخصیت اصلی داستان، تومویا، ناگیسا و کوتومی هیچ خواهر یا برادری ندارند؛ گرچه والدین آنها نقش اصلی در داستان‌هایشان دارند. داستان ناگیسا به گونه ای نوشته شده که مائدا آن را «خانواده ای عالی» با تمرکز بر آگاهی ذهنی توصیف می‌کند.
در داستان ناگیسا، «خانواده بزرگ دانگو» (به ژاپنی: だんご大家族، هپبورن:dango daikazoku) (شخصیت محبوب تخیلی برای کودکان) به‌طور مکرر نمایش داده می‌شود که ناگیسا به آن علاقه دارد. شخصیت‌های تومویا و ناگیسا به سبکی نوشته شده‌اند تا در پایان داستان، «رشد تا بزرگسالی» را نشان دهند.
در داستان‌های فوکو و کیو، خواهرانشان نقش مهمی را ایفا می‌کنند، و داستان تومویو تحت تأثیر کل خانواده اش است.
تیتراژ آغازین این بازی، آهنگ "Mag Mell" بوده که در ایرلندی به معنی "دشت شادی" است. در این آهنگ، کلمات ایرلندی مرتبط با اساطیر ایرلند نیز به کار گرفته شده‌است.
آلبوم "mabinogi", یک سی‌دی موسیقی کوتاه شامل نسخه‌های ریمیکس شده از آهنگ‌های بازی همراه با نسخه اصلی بازی بوده و الهام گرفته از مابینوگیون-مجموعه‌ای از داستان‌های منثور ولزی قرون وسطی-می‌باشد.

### شخصیت‌های اصلی

پوستر تبلیغاتی انیمهٔ کلند در سال ۲۰۰۸.از چپ ریو، تومویا، کوتومی، ناگیسا، کیو، تومویو، بوتان (گراز) و یوهی (افتاده بر روی زمین).

بازیکن نقش تومویا اوکازاکی، شخصیت اصلی کلند را بر عهده می‌گیرد. تومویا به عنوان فردی بیکار و بی‌هدف شناخته شده‌است. در ابتدای داستان، او حتی نسبت به شهری که در تمام عمر خود در آن زندگی کرده‌است، ابراز نفرت می‌کند، جایی که کلند در آن جریان دارد. او در اظهار نظرهای خود برای دیگران بسیار رک است و حتی اگر در چنین مواقعی بی‌ادبانه رفتار کند، از بیان نظر خود دریغ نخواهد کرد. با این وجود، تومویا به دوستانش وفادار است و خود را وقف اطرافیانش می‌کند که به کمک یا حمایت نیاز دارند. او عموماً شخصیتی فداکار دارد و در ازای کاری که برای آنها انجام می‌دهد چیز زیادی از دیگران نمی‌خواهد.
تومویا در ابتدای داستان با ناگیسا فوروکاوا، دیگر شخصیت اصلی کلند آشنا می‌شود. ناگیسا دختری خجالتی و تنها است که بیماری دارد که باعث می‌شود برای حمایت به اطرافیانش تکیه کند. او که توسط همکلاسی‌هایش مورد آزار و اذیت قرار می‌گیرد، شجاعت پیدا کردن دوستان جدید را ندارد. او این عادت عجیب را ایجاد کرده که نام غذاهای مورد علاقه خود مانند آنپان را، به عنوان انگیزه و پاداش در خود زمزمه کند. کیو فوجیبایاشی، یکی دیگر از شخصیت‌های اصلی کلند، دختری پرخاشگر است که به عنوان یک آشپز خوب در میان دوستان و خانواده اش شناخته شده‌است. وقتی عصبانی می‌شود، به سمت بعضی افراد، کتاب پرتاب می‌کند. علی‌رغم این رفتار، او همچنین جنبهٔ فروتن‌تری دارد، به‌ویژه نسبت به خواهر دوقلوی کوچک‌ترش، ریو فوجیبایاشی.
تومویا یک روز در کتابخانه مدرسه با دختر نابغه‌ای به نام کوتومی ایچینوسه آشنا می‌شود. او در نتایج امتحانات استاندارد در هر موضوعی در بین ۱۰ نفر برتر در سراسر کشور رتبه‌بندی شده‌است. او همیشه برای مطالعه موضوعات اضافی، به ویژه کتاب‌هایی به زبان‌های خارجی، به کتابخانه می‌رود. کوتومی دختری ساکت و آرام و با مهارت‌های اجتماعی پایین است و برقراری ارتباط با او بسیار دشوار است. کوتومی حتی می‌تواند هنگام مطالعه کسی را کاملاً نادیده بگیرد، حتی اگر در اطراف او مزاحمت‌های شدیدی ایجاد کند. چهارمین شخصیت اصلی کلند دانش آموز سال دومی به نام تومویو ساکاگامی است که به مدرسه تومویا منتقل می‌شود. تومویو به عنوان یک مبارز قوی شناخته شده‌است و ترجیح می‌دهد از لگد زدن به جای مشت زدن استفاده کند و بسیار ورزشی است. اگرچه تومویا از او بزرگتر است، اما تومویو به او به عنوان سنپای، احترام نمی‌گذارد.
آخرین شخصیت اصلی کلند، دانش آموز سال اولی به نام فوکو ایبوکی است که شخصیتی بیش فعال و کودکانه دارد. قبل از اینکه با تومویا آشنا شود، به‌طور کلی به تنهایی دیده می‌شد که خودش با چاقویی کوچک با کنده کاری چوب، ستاره دریایی چوبی درست می‌کند و به دیگران هدیه می‌دهد. فوکو به شدت مجذوب ستاره‌های دریایی یا چیزهایی که به شکل ستاره هستند، می‌شود به طوری که حتی اغلب دچار سرخوشی کوتاهی می‌شود که در آن آگاهی او از محیط اطرافش کاملاً از بین می‌رود.

### خلاصه داستان
داستان کلند در مورد تومویا اوکازاکی، دانش آموز سال سوم دبیرستانی است که از زندگی خود متنفر است. مادر تومویا (آتسوکو اوکازاکی) زمانی که تومویا کوچک بود در اثر تصادف درگذشت و پدرش (نائویوکی اوکازاکی) را ترک کرد تا او را بزرگ کند. پدر تومویا پس از تصادف به مشروبات الکلی و قمار روی آورد و بارها با پسرش دعوا کرد. یک روز، نائویوکی در حالی که با پسرش بحث می‌کرد، تومویا را محکم به پنجره کوبید و کتف تومویا را از جا درآورد. این مصدومیت تومویا را از بازی در تیم بسکتبال بازداشت و باعث شد که از دیگران فاصله بگیرد. از آن زمان تا کنون، پدرش با تومویا به خوبی رفتار می‌کند؛ اما از دور، گویی تومویا و او غریبه هستند تا یک خانواده. این امر به تومویا بیشتر از رابطه قبلی او با پدرش آسیب می‌رساند و دشواری بازگشت به خانه به دلیل رفتار پدرش باعث می‌شود تومویا مدام تمام شب را بیرون بماند. بدین ترتیب زندگی بی‌هدفانهٔ او آغاز می‌شود. دوست خوب تومویا، یوهی سونوهارا، که به دلیل اختلاف با
هم‌باشگاهی‌های بزرگترش از باشگاه فوتبال اخراج شد، نیز یک بیکار است و در زندگی هدف خاصی ندارد. او اغلب در اتاق خوابگاهش با تومویا وقت می‌گذراند.
داستان در روز دوشنبه ۱۴ آوریل ۲۰۰۳ در روز آغاز سال تحصیلی شروع می‌شود؛زمانی که تومویا با ناگیسا فوروکاوا، دختر عجیبی که یک سال از او بزرگتر است ملاقات می‌کند؛ دختری که به دلیل مریضی اش، سال آخر دبیرستان را تجدید شده‌است. هدف آن دختر پیوستن به باشگاه درام است که به دلیل بیماری نتوانست به آن برسد؛ اما آنها متوجه می‌شوند پس از آنکه تعداد کمی از اعضای باقی مانده باشگاه فارغ‌التحصیل می‌شوند، باشگاه هم منحل می‌شود. از آنجایی که تومویا زمان زیادی برای از دست دادن دارد، او به ناگیسا در تأسیس دوباره باشگاه درام کمک می‌کند. در این دوره، تومویا با چند دختر دیگر آشنا می‌شود و با آنها به خوبی آشنا می‌شود و به مشکلات فردی آنها کمک می‌کند.

### آرک افتر استوری
در نیمه دوم داستان که بلافاصله پس از پایان قسمت اول شروع می‌شود اما تا هفت سال آینده ادامه می‌یابد؛ تومویا و ناگیسا شروع به زندگی مشترک می‌کنند و در نهایت ازدواج می‌کنند. تومویا باید چندین سختی را که خانواده اش از آن رنج می‌بردند تحمل کند، به ویژه بیماری ناگیسا. درست بعد از اینکه ناگیسا دخترشان اوشیو را به دنیا آورد، او می‌میرد که باعث می‌شود تومویا به شدت افسرده شود. او به سختی قادر به انجام کارهای خودش است، چه رسد به اینکه از یک نوزاد مراقبت کند. در نتیجه، والدین ناگیسا آکیو و سانائه فوروکاوا، از نوه‌شان مراقبت می‌کنند. پنج سال بعد، تومویا طی سفری به مزرعهٔ گلها در شمال ژاپن با شینو اوکازاکی، مادربزرگ پدری‌اش ملاقات می‌کند. شینو به تومویا از گذشتهٔ دردناک پدرش می‌گوید که به طرز عجیبی شبیه وضعیت فعلی تومویا است. پس از آن، تومویا تصمیم می‌گیرد که اوشیو را بزرگ کند و نائویوکی را به عنوان پدرش بپذیرد. اندکی پس از اینکه تومویا بر افسردگی خود غلبه کرد، اوشیو به همان بیماری مبتلا شد که ناگیسا داشت. تومویا، سانائه و آکیو برای نجات او تلاش می‌کنند - تومویا حتی از کار خود استعفا می‌دهد - اما تمام تلاش‌های آنها بی‌نتیجه می‌ماند. در زمستان پیش رو، تومویا که می‌خواهد برای دخترش هر کاری انجام دهد، او را به مسافرت می‌برد، اما اوشیو مدت کوتاهی بعد می‌میرد.
رؤیا‌های تومویا دربارهٔ دنیایی تیره و تار به نام دنیای توهمی (幻想世界، Gensō Sekai)، که در آن گوی‌های کوچک نور در اطراف شناور هستند، گسترش می‌یابد. در چند رؤیای اول، او دنیایی را می‌بیند که به جز یک دختر، عاری از هرگونه زندگی است. هر بار که او رؤیا می‌بیند، چیزهای بیشتری در مورد آن جهان می‌یابد. تومویا متوجه می‌شود که دختر توانایی خاصی در کنار هم گذاشتن وسایل به درد نخور برای ایجاد چیزهای جدید دارد که از آنها برای ایجاد بدن برای او استفاده می‌کند. با گذشت زمان، تومویا به این نتیجه می‌رسد که فقط آن دو «زنده» هستند. برای گذراندن زمان، تومویا و دختر سعی می‌کنند با آشغال‌های بیشتری که پیدا می‌کنند ربات دیگری بسازند، اما چون روح ندارد، زنده نمی‌شود. تومویا با یادآوری دنیای دوری که از آنجا آمده بود، دختر را متقاعد می‌کند که یک سفینه بسازد تا آن دو بتوانند از زمستان نزدیک فرار کنند و به زندگی شاد خودشان ادامه دهند. سرانجام زمستان فرا می‌رسد و دختر به حدی سرد می‌شود که دیگر نمی‌تواند حرکت کند. دختر به تومویا می‌گوید که او فرصت دیگری دارد تا به عقب برگردد و اوضاع را درست کند. برای انجام این کار، او باید «نورهای» خاصی (نماد شادی) مشابه نورهایی که در دنیای توهمی در اطراف شناورند را جمع‌آوری کند. اگر تمام «نورها» در هر دو نیمه داستان جمع‌آوری شوند، فرصتی برای نجات ناگیسا از مرگ و همچنین پایان واقعی، جایی که او زنده می‌ماند و با تومویا و اوشیو زندگی می‌کند، در دسترس خواهد بود.

## توسعه
تهیه‌کننده اجرایی کلند تاکاهیرو بابا از شرکت ویژوال آرتس بود. شرکت انتشاراتی که کی تحت کنترل آن می‌باشد. جون مائدا، که یکی از سه سناریو نویس اصلی همراه با کای و یوییچی سوزوموتو بود، برنامه‌ریزی برای کلند را رهبری کرد و اکثر سناریوها را نوشت. ایتارو هینوئه رهبری طراحی را بر عهده داشت و بر روی طراحی شخصیت‌ها کار کرد.
میراکل میکیپون، موچیسوکه، نا-گا و شینوری گرافیک کامپیوتری را تکمیل کردند. موسیقی بازی نیز توسط جون مائدا، شینجی اوریتو و ماگومه توگوشی ساخته شده‌است.
برای دومین رمان تصویری کی، ایر، مائدا اعتراف کرد که احساس می‌کرد می‌توانست آنچه را که می‌خواست برای سناریوی بازی بنویسد؛ اما بعداً متوجه شد که دریافت کردن و تجربهٔ بازی ایر برای بازیکنان دشوار است. به همین دلیل، مائدا می‌خواست که دریافت بازی کلند را برای کاربران آسان‌تر کند. در هر صورت، او می‌خواست آن را به یک بازی سرگرم‌کننده تبدیل کند و تقریباً بلافاصله پس از اتمام ایر در سال ۲۰۰۰ شروع به برنامه‌ریزی برای کلند کرد. از ابتدای برنامه‌ریزی برای کلند، مائدا نمی‌خواست داستانی مانند ایر بنویسد؛ بلکه می‌خواست بر ارتباط عمیق بین «مردم و شهر» و «انسانیت» تمرکز کند.مائدا خاطر نشان کرد که هنگام نوشتن بیشتر سناریوها در کلند از توانایی نویسندگی خود فراتر رفته و روند نوشتن کلند را همانند دیواری می‌بیند که نمی‌تواند دوباره از آن بالا برود.در حالیکه مائدا درابتدا فکر می‌کرد آماده است؛ اما کل داستان بازی به سطحی رسید که او هرگز آن را پیش‌بینی نمی‌کرد. سوزوموتو خاطر نشان کرد که حجم بازی نسبت به پیش‌بینی اولیه تقریباً دوبرابر شده‌است. او همچنین گفت که این افزایش در حجم به دلیل طولانی شدن ساختار سناریوی پایه می‌باشد که باعث شد سناریوهای منشعب افزایش یابد.

## اقتباس

### مجموعه تلویزیونی
در ۱۵ مارس ۲۰۰۷، شبکه تلویزیونی ژاپنی BS-i از طریق یک تیزر کوتاه ۳۰ ثانیه‌ای که در پایان آخرین قسمت سری دوم انیمه کانون به نمایش درآمد، خبر از پخش انیمه سریال کلند داد. این انیمه به کارگردانی تاتسویا ایشیهارا و نویسندگی فومیهیکو شیمو ساخته شده‌است. این دو نفر همچنین بر روی اقتباسهای دیگری از رمان‌های تصویری کی همانند کانون و ایر کار کرده‌اند.
فصل اول این انیمه شامل ۲۳ قسمت که از ۴ اکتبر ۲۰۰۷ تا ۲۷ مارس ۲۰۰۸ پخش شد. زمان پخش انیمه برای اولین بار در ۱۱ اوت ۲۰۰۷ در جشنوارهٔ انیمهٔ تی‌بی‌اس (TBS Anime Festa) اعلام شد. کلند به صورت مجموعه‌ای از هشت دی‌وی‌دی بین ۱۹ دسامبر ۲۰۰۷ تا ۱۶ ژوئیه ۲۰۰۸ توسط پونی کنیون منتشر شد که هر دی‌وی‌دی شامل سه قسمت بود.از ۲۴ قسمت، ۲۳ قسمت شامل ۲۲ قسمت عادی و یک قسمت اضافه از تلویزیون پخش شدند. قسمت ۲۴ ام-که به عنوان اووی‌ای همراه با هشتمین مجموعه دی‌وی‌دی در ۱۶ ژوئیه ۲۰۰۸ منتشر شد-در دنیایی جدا از دنیای اصلی انیمه قرار گرفته که در آن تومویا و تومویو با هم قرار می‌گذارند و براساس سناریوی تومویو در بازی می‌باشد.مجموعه دیسک بلوری کلند نیز در ۳۰ آوریل ۲۰۱۰ منتشر شد. در ۱۵ ژوئن ۲۰۱۰ کل فصل اول همراه با دوبلهٔ انگلیسی توسط سنتایی و سکشن۲۳ فیلمز منتشر شد.
پس از پایان قسمت ۲۳ ام فصل اول، یک تیزر ۱۵ ثانیه‌ای پخش شد که فصل دوم انیمه را با عنوان "کلند: افتر استوری" (به انگلیسی: Clannad After Story) (به ژاپنی: クラナドアフターストーリー، هپبورن: Kuranado afutā sutōrī) تبلیغ کرد. فصل دوم این انیمه همانند فصل قبل توسط کیوتو انیمیشن ساخته شده و آرک "افتر استوری" که ادامه داستان ناگیسا می‌باشد را در ۲۴ قسمت به تصویر کشیده‌است. فصل دوم توسط همان کارمندان و صداپیشه‌های فصل اول ساخته شد و از ۳ اکتبر ۲۰۰۸ تا ۲۶ مارس ۲۰۰۹ پخش شد. از ۲۴ قسمت، ۲۲ قسمت معمولی بوده و قسمت ۲۳ ام اضافه می‌باشد. آخرین قسمت نیز فصل اول و دوم این انیمه را به‌صورت خلاصه نمایش می‌دهد. این قسمت‌ها در ۸ مجموعه دی‌وی‌دی بین ۳ دسامبر ۲۰۰۸ تا ۱ ژوئیه ۲۰۰۹ منتشر شدند. هشتمین دی‌وی‌دی همراه با یک قسمت اووی‌ای منتشر شد. داستان این قسمت در دنیایی جدا از دنیای اصلی قرار دارد که در آن تومویا با کیو قرار می‌گذارد. مجموعه دیسک بلوری فصل دوم همراه با زیرنویس انگلیسی در ۲۰ آوریل ۲۰۱۱ در ژاپن منتشر شد. دوبله انگلیسی این سریال نیز در ۲۵ مارس ۲۰۱۰ برروی انیمه نیوز نتورک به انتشار درآمد. سنتایی نیز کل فصل دوم را همراه با دوبلهٔ انگلیسی در ۱۹ آوریل ۲۰۱۱ منتشر کرد.
آهنگ تیتراژ آغازین فصل اول "Mag Mell (cuckool mix 2007)" (نسخهٔ ریمیکس شدهٔ آهنگ "دشت شادی") می‌باشد که توسط گروه یوفونیوس خوانده شده‌است. آهنگ تیتراژ پایانی فصل اول "دانگو دایکازوکو" (Dango Daikazoku) می‌باشد که توسط چاتا خوانده شده‌است. آهنگ تیتراژ آغازین فصل دوم نیز "Toki o Kizamu Uta" (به ژاپنی: 時を刻む唄، آهنگی برای گذراندن زمان) می‌باشد. سرانجام آهنگ تیتراژ پایانی فصل دوم "مشعل" (Torch) است. هر دو آهنگ ذکر شده توسط لیا خوانده شده‌است. موسیقی‌ها و آهنگ‌هایی که در حاشیهٔ سریال استفاده شده، برگرفته از ساوندترکِ اصلی کلند، آلبومهای مابینوگی،یادگاری-، سورارادو و سورارادو اپند می‌باشد.

### فیلم انیمه
توئی انیمیشن در ۲۳ مارس ۲۰۰۶ در نمایشگاه انیمه توکیو اعلام کرد که فیلم انیمیشنی برای کلند تولید می‌شود. این فیلم در ۱۵ سپتامبر ۲۰۰۷ منتشر شد. کارگردان آن اوسامو دزاکی است و نمایشنامهٔ آن را ماکوتو ناکامورا نوشته‌است. این فیلم تفسیر مجددی از داستان کلند بوده و تمرکز آن بر روی آرک ناگیسا فوروکاوا می‌باشد. سنتایی در مارس ۲۰۱۱ زیرنویس و دوبله انگلیسی این فیلم را منتشر کرد.

## موسیقی

جلد ساوندترک (موسیقی متن) اصلی کلند با حضور ناگیسا و دخترش اوشیو.

رمان تصویری کلند چهار قطعه موسیقی تیتراژ دارد؛ یک موسیقی تیتراژ ابتدایی، دو موسیقی تیتراژ انتهایی و یک موسیقی صحنه:
- موسیقی تیتراژ ابتدایی: "دشت شادی" یا "Mag Mell" (メグメル Megu Meru؟) تولید شده توسط گروه یوفونیوس.
- موسیقیهای تیتراژ انتهایی (هر دو موسیقی توسط ریا، یکی از اعضای گروه یوفونیوس خوانده شده):

1. "-دو سایه-" (-影二つ- -Kage Futatsu-؟)
2. "کف دستهای کوچک" (小さなてのひら  Chiisana Tenohira؟)؛ استفاده شده به عنوان تیتراژ پایانی در آرک افتر استوری.

- موسیقی صحنه: "آنا" (Ana) خوانده شده توسط لیا.

در میان شخصیت‌های کلند، پنج شخصیت اصلی دختر به علاوهٔ یوکینه میازاوا، موسیقی پس‌زمینهٔ معرف خود را دارند:
- موسیقی پس‌زمینهٔ ناگیسا: همنام خود شخصیت، "ناگیسا" (渚؟)
- موسیقی پس‌زمینهٔ کیو: "همانند باد است" (それは風のように Sore wa Kaze no Yōni؟)
- موسیقی پس‌زمینهٔ کوتومی: "مطالعه دربارهٔ ابرریسمانهای کوچک" (Étude Pour les Petites Supercordes)
- موسیقی پس‌زمینهٔ تومویو: "ارادهٔ آن دختر" (彼女の本気 Kanojo no Honki؟)
- موسیقی پس‌زمینهٔ فوکو: "عجله کن، ستارهٔ دریایی" (は〜りぃすたーふぃしゅ Ha~rī Sutāfisshu؟)
- و در آخر، موسیقی پس‌زمینهٔ یوکینه: "مهمانی چای در اتاق مرجع" (資料室のお茶会 Shiryōshitsu no Ochakai؟)

یک آلبوم آهنگ کاراکتری به نام سورارادو (Sorarado) که توسط ریا خوانده شده، در دسامبر ۲۰۰۳ منتشر شد. یک آلبوم ریمیکس به نام مابینوگی (Mabinogi) همراه با انتشار رمان تصویری کلند در آوریل ۲۰۰۴ پخش شد. ساوندتِرَک اصلی کلند، شامل سه دیسک و دارای ۵۶ قطعهٔ موسیقی، در اوت ۲۰۰۴ انتشار یافت. در ادامهٔ آلبوم سورارادو، آلبوم دیگری با نام سورارادو اپند (Sorarado Append)، خوانده شده توسط ریا، در دسامبر ۲۰۰۴ منتشر شد. یک آلبوم ریمیکس دیگر با نام -یادگاری- (-Memento-)، شامل دو دیسک، در دسامبر ۲۰۰۴ منتشر گردید. هر یک از این آلبومها بر روی کمپانی رکورد "کی ساوندز لیبل" نیز انتشار یافت.
در اکتبر ۲۰۰۷، تک آهنگی برای فصل اول انیمه، با نام "دشت شادی/دانگو دایکازوکو" (Mag Mell / Dango Daikazoku) منتشر شد که شامل موسیقیهای تیتراژ ابتدایی و انتهایی انیمه در سه نسخهٔ اصلی، کوتاه و بی‌کلام بوده به علاوهٔ نسخهٔ ریمیکس شدهٔ آهنگ "فانتزی آن دختر" (少女の幻想 Shōjo no Gensō)؛ قطعهٔ موسیقی که در آلبوم سورارادو نیز بوده و توسط ریا خوانده شده‌است. در نوامبر ۲۰۰۸، تک آهنگ دیگری برای فصل دوم انیمه، با نام "آهنگی برای گذراندن زمان/مشعل" (Toki o Kizamu Uta / Torch) منتشر شد که شامل موسیقیهای تیتراژ ابتدایی و انتهایی انیمه می‌باشد و توسط لیا خوانده شده‌است. در دسامبر ۲۰۰۸، یک آلبوم ریمیکس با نام دیسک تنظیم شده با پیانو "آهنگی برای گذراندن زمان/مشعل" (Toki o Kizamu Uta / Torch Piano Arrange Disc) منتشر گردید که شامل نسخه‌های تنظیم شدهٔ تک آهنگ فصل دوم با پیانو می‌باشد. تک آهنگها و آلبوم ریمیکس ذکر شده، بر روی کی ساوندز لیبل نیز قرار گرفتند.